# بطنيات القدم التابعة
بطنيات القدم التابعة (الاسم العلمي:Apogastropoda) هي أصنوفة عليا من الرخويات تتبع أصنوفة بطنيات الأرجل المستقيمة من طائفة بطنيات القدم.

## التصنيف
- أصنوفة بطنيات القدم التابعة
  - أصنوفة بطنيات الأرجل الحديثة
    - رتبة الصدفيات الماصة
      - رتيبة بطنيات الأرجل العالية
        - فوق فصيلة الطنينات
          - فصيلة الطنية

      - رتيبة قرصيات الأرجل
        - فوق فصيلة اليقرونينات
          - فصيلة البوطاميدية
            - البوطاميد
            - اليقرون

      - فوق فصيلة القرطيونينات
        - فصيلة القرطيونية
          - أسرة القطيوناوات
            - القرطيون

  - أصنوفة متباينات الخيشوم
    - أصنوفة محميات الجانب
      - أصنوفة رئويات عمومية
        - فوق فصيلة الهريمينات
          - فصيلة الهريمات
            - أسرة الهريماوات
              - القبيلة الهريماوية
                - جنس الهريمة